# Lepteria sacraria
Lepteria sacraria là một loài bướm đêm trong họ Noctuidae.